# Louis José Ignarro
Louis José Ignarro (Nova York, EUA 1941) és un farmacòleg i professor universitari nord-americà guardonat amb el Premi Nobel de Medicina o Fisiologia l'any 1998.

## Biografia
Va néixer el 31 de maig de 1941 a la ciutat de Nova York. Va estudiar farmàcia a la Universitat de Colúmbia, on es va graduar el 1962, i posteriorment es va doctorar a la Universitat de Minnesota el 1966. Amplià els seus estudis a l'Institut Nacional de Salut, l'any 1973 fou nomenat professor de farmacologia a la Universitat Tulane i des de 1985 ho és de la Universitat de Los Angeles.

## Recerca científica
Les seves investigacions s'orientaren en la recerca de la naturalesa química del factor de relaxació derivat de l'endoteli (EDRF), factor descrit pel bioquímic Robert Francis Furchgott. L'any 1986 aconseguí observar com l'EDRF era idèntic a l'òxid nítric, present en petites quantitats al cos humà.
L'any 1998 fou guardonat, juntament amb Francis Furchgott i Ferid Murad, amb el Premi Nobel de Medicina o Fisiologia pels seus descobriments referents a l'òxid nítric com a molècula significativa en el sistema cardiovascular.